# 창공 (드라마)
《창공》은 1995년 5월 10일부터 1995년 6월 29일까지 방영된 KBS 2TV 수목 미니시리즈로, 대한민국 공군사관학교 생도들의 지성과 덕성, 강인한 체력을 배양해가는 과정과 그들의 우정과 사랑을 그림으로써 젊은이들이 나아가야 할 방향을 제시하는 드라마다.

## 등장 인물
- 김원준 : 박찬영 역 - 공군사관학교 3학년 사관생도, 공군장교 소위, 중위, 대위
- 류시원 : 강기훈 역 - 공군사관학교 3학년 사관생도, 공군장교 소위, 중위, 대위
- 손창준 : 나대기 역 - 공군사관학교 3학년 사관생도, 공군장교 소위, 통신장교 중위
- 하환근 : 홍영식 역 - 공군사관학교 3학년 사관생도
- 나현희 : 노영주 역 - 공군사관학교 간호장교 중위, 대위
- 이본 : 홍연송 역 - 공군사관학교 도서관 사서
- 염정아 : 박윤정 역 - 박찬영의 동생, 스튜어디스
- 나한일 : 차인철 역 - 공군사관학교 훈육관 대위, 소령
- 한인수 : 공군 중장, 공군사관학교장 역, 홍연송의 아버지
- 문수진 : 현수 / 김은영 역 - 박찬영의 전 애인 / 박윤정의 직장 선배
- 허진 : 박찬영의 어머니 역
- 안해숙 : 홍연송의 어머니 역
- 김준모 : 배기동 역 - 공군사관학교 4학년 사관생도, 정비장교 대위
- 이병욱 : 공호성 역 - 공군사관학교 1학년 사관생도
- 박민아 : 하유경 역 - 나대기의 애인
- 오영순 : 유경, 애리의 친구
- 조희로 : 유애리 역 - 홍영식의 애인
- 박주아 : 강기훈의 어머니 역
- 박웅 : 박찬영의 아버지 역
- 유승봉 : 공군 소령 한 교수 역
- 현석 : 공군 중장 강 장군 역 - 공군 예하 항공전대장
- 한정국 : 대대장 이 중령 역
- 김서형 : 김 소위 역 - 공군사관학교 간호장교
- 김하균
- 이원발
- 정운용

## 참고 사항

### 제작
- 당초 1994년 10월 12일 첫 회 예정이었으며 강문영, 김보성, 이리노가 출연할 계획이었다. 하지만, 이들이 하차하게 되며 KBS는 8부작 수목 미니시리즈 숨은 그림 찾기와 외주제작 대하드라마 인간의 땅을 대체 편성했다.
- 이에 <창공>은 갈채 후속으로 변경된 동시에 나현희, 손창준, 하환근 등이 대타로 합류한 바 있다.

### 불상사
- 담당 PD 문영진이 드라마 방영 전 여자탤런트 황양의 출연 요청과 함께 현금을 받아 조사받았다[2][3] 이후 불구속 기소[4]되었다.
- 드라마 촬영 중 출연자 류시원이 교통사고를 내 사람을 숨지게 한 일이 발생.[5]

### 사전 내용 변경
- 극 중 홍영식 역할은 애초 공군사관학교 교장의 아들로 공사에 적응을 못해 겉돌다가 일반 대학에 진학하는 인물로 설정이 되어 있었으나, 공사 교장의 아들이라는 설정을 없앴다. 대신 이본(홍연송 역)이 공사 교장의 딸로 출연하여 류시원(강기훈 역)의 상대역을 맡는 것으로 변경되었다.[6]
- 강문영 자리에 대타로 들어간 나현희는 애초 공사 사서였으나 간호 장교 역으로 변경하였다.[7]
- 박민아(하유경 역)의 역할은 강기훈 상대역에서 김보성 자리에 대타 투입된 손창준(나대기 역)의 상대역으로 변경했다.

### 비판
- 1995년 6월 7~8일과 14~15일 방영분에서 여러 차례의 간접광고 때문에 같은 달 21일 열린 연예오락심의위원회 회의에서 '경고' 조치를 받았다[8].
- 가수 김원준이 탤런트로 데뷔하여 젊은 층의 주목을 받았다.
- 드라마 창공이 끝나기 전에 광고가 있었다.[9]